# Grądy-Michały
Grądy-Michały est un village polonais de la gmina de Grabowo, dans le powiat de Kolno, voïvodie de Podlachie, au nord-est du pays.
Il est situé à environ 24 km au nord-est de Kolno et à 75 km au nord-ouest de la capitale régionale Białystok.
Sa population est d'environ 40 habitants.